# Jüdischer Friedhof (Kirn)

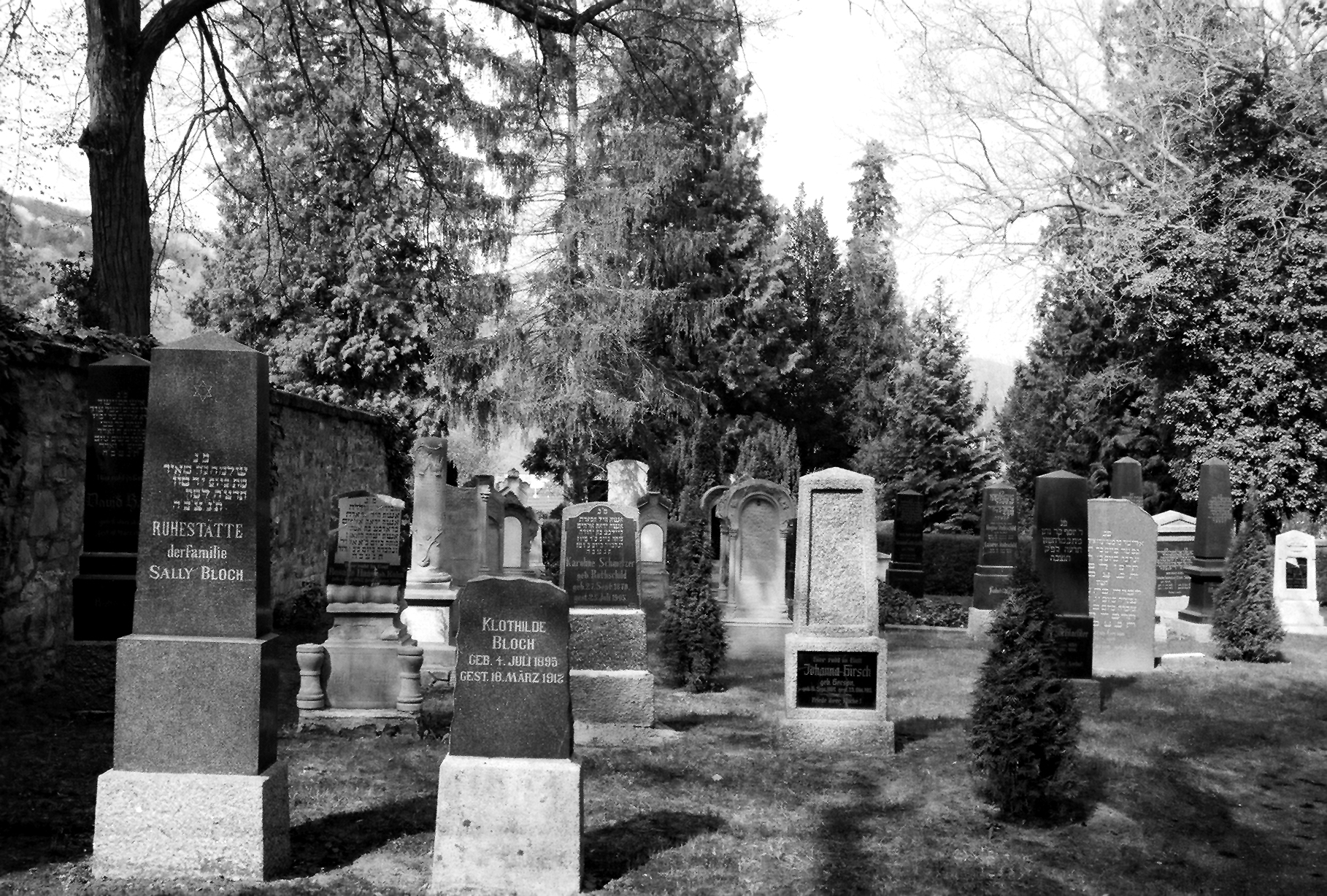
Jüdischer Friedhof in Kirn

Der Jüdische Friedhof Kirn ist ein jüdischer Friedhof in Kirn, einer Stadt im Landkreis Bad Kreuznach in Rheinland-Pfalz. Er befindet sich unmittelbar neben dem kommunalen Friedhof. Der jüdische Friedhof ist ein schützenswertes Kulturdenkmal.

## Geschichte
Im Jahr 1555 wird bereits ein jüdischer Friedhof in Kirn genannt, dessen Lage durch alte Flurnamen Auf’m Judenfriedhof, „Judenfriedhof vor Kellenport“ (also vor dem Tor Richtung Kallenfels an der heutigen Kallenfelser Straße) auf dem Gelände der Kirner Privatbrauerei zu verorten ist. Von ihm ist nichts erhalten.
Im Jahr 1870 wurde ein neuer Friedhof neben dem christlichen Friedhof Auf der Schanze, aber außerhalb dessen Umzäunung, angelegt, der 1915 erweitert wurde. Auf dem zehn Ar großen Friedhof sind heute noch 54 Grabsteine (Mazewot) vorhanden.
Der Friedhof wurde in der Zeit des Nationalsozialismus verwüstet. Auch in den 1990er Jahren wurde der Friedhof mehrfach geschändet.